# Brico Cross 2016-2017
De Brico Cross 2016-2017 was het 1ste seizoen van een serie overkoepelende wedstrijden in het veldrijden. In de Brico Cross werden er geen punten gegeven, noch was er een algemeen klassement of algehele eindwinnaar. De wedstrijdserie is genoemd naar de hoofdsponsor, de bouwmarkt Brico. De Brico Cross werd georganiseerd door SportIDee.

## Mannen elite
| Datum      | Wedstrijd                               | Cat. | Eerste                 | Tweede                 | Derde             |
| ---------- | --------------------------------------- | ---- | ---------------------- | ---------------------- | ----------------- |
| 11/09/2016 | Muur van Geraardsbergen, Geraardsbergen | C2   | Wout van Aert          | Michael Vanthourenhout | Klaas Vantornout  |
| 08/10/2016 | Berencross, Meulebeke                   | C2   | Mathieu van der Poel   | Wietse Bosmans         | Eli Iserbyt       |
| 15/10/2016 | Polderscross, Kruibeke                  | C2   | Michael Vanthourenhout | Wout van Aert          | Corné van Kessel  |
| 30/12/2016 | Versluys Cyclocross, Bredene            | C2   | Wout van Aert          | Laurens Sweeck         | Gianni Vermeersch |
| 01/02/2017 | Parkcross, Maldegem                     | C2   | Mathieu van der Poel   | Michael Vanthourenhout | Tim Merlier       |
| 12/02/2017 | Vestingcross, Hulst                     | C2   | Mathieu van der Poel   | Lars van der Haar      | Wout van Aert     |

## Vrouwen elite
| Datum      | Wedstrijd                               | Cat. | Eerste             | Tweede             | Derde              |
| ---------- | --------------------------------------- | ---- | ------------------ | ------------------ | ------------------ |
| 11/09/2016 | Muur van Geraardsbergen, Geraardsbergen | C2   | Sanne Cant         | Jolien Verschueren | Laura Verdonschot  |
| 08/10/2016 | Berencross, Meulebeke                   | C2   | Ellen Van Loy      | Jolien Verschueren | Joyce Vanderbeken  |
| 15/10/2016 | Polderscross, Kruibeke                  | C2   | Jolien Verschueren | Maud Kaptheijns    | Ellen Van Loy      |
| 30/12/2016 | Versluys Cyclocross, Bredene            | C2   | Thalita de Jong    | Ellen Van Loy      | Jolien Verschueren |
| 01/02/2017 | Parkcross, Maldegem                     | C2   | Marianne Vos       | Sanne Cant         | Sophie de Boer     |
| 12/02/2017 | Vestingcross, Hulst                     | C2   | Sanne Cant         | Katie Compton      | Laura Verdonschot  |

Kampioenschappen:  Wereldkampioenschappen ·
 Europese kampioenschappen ·
 Belgische kampioenschappen ·
 Nederlandse kampioenschappen
Klassementen:  Wereldbeker ·
 Superprestige ·
 DVV Verzekeringen/IJsboerke Trofee ·
 EKZ CrossTour ·
 TOI TOI Cup ·
 National Trophy Series ·
 Coupe de France ·
 Copa de España ·
 New England Series
Overig:  Brico Cross ·
 Soudal Classics
2016-2017 · 2017-2018 · 2018-2019 · 2019-2020 · 2020-2021 · 2021-2022 · 2022-2023 · 2023-2024 · 2024-2025